# Liste australischer Erfinder und Entdecker
Die Liste australischer Erfinder und Entdecker ist eine Liste von Erfindern und Entdeckern aus Australien in alphabetischer Reihenfolge des Familiennamens.

## A
- John Arthur Andrews
- Thomas Angove, Winzer, erhielt am 20. April 1965 das Patent für Bag-in-Box Weine.
- Arthur James Arnot erfand den ersten stationären elektrischen Bohrer und designte die Spencer Street Power Station in Melbourne

## B

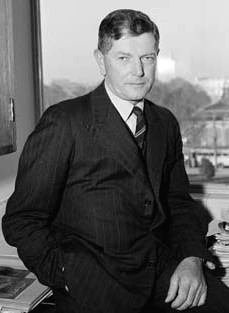
Frank Macfarlane Burnet

- Arthur Bishop, Erfinder der Zahnstangenlenkung[1]
- Lewis Bandt, Fahrzeugdesigner, entwickelte bei Ford Australia 1933 das erste Utility Vehicle.
- Charles K. Bliss, Bliss-Symbole
- Charlie Booth, Startblock
- Edward Both, erfand unter anderem eine kostengünstige Eiserne Lunge, einen transportablen Elektrokardiographen und einen Elektro-Enzephalografen. Während des Zweiten Weltkrieges erfand er mit dem Visitel einen Vorläufer des modernen Faxgerätes.
- Frank Bottrill, Erfinder des Big Lizzie-Traktors
- Louis Brennan, (Ire/Australier), erfand eine Einschienenbahn, die durch ein Kreiselsystem stabilisiert wurde und meldete diese Erfindung 1902 zum Patent an, davor patentierte er 1877 den Brennan-Torpedo.
- J.A. Birchall, der Schreibwarenhändler aus dem tasmanischen Launceston erfindet 1902 das Notizbuch.[2]
- John Wrathall Bull gehörte zu den Erfindern der Stripping Erntemaschine, ein anderer, dem dieses Erfindung zu geschrieben wird, ist sein Landsmann John Ridley.
- Frank Macfarlane Burnet (1899–1985) „für ihre Entdeckung der erworbenen immunologischen Toleranz“ (1960: Nobelpreis für Medizin, gemeinsam mit Peter Brian Medawar)

## C
- Cyril P. Callister, Erfinder von Vegemite
- Dean Cameron
- Frank Casey
- Dennis Charter
- John W. Cornforth (1917–2013), Chemiker, Nobelpreis für Chemie, „für seine Arbeiten über die Stereochemie von Enzym-Katalyse-Reaktionen“
- Demetrius Comino, griechisch stämmiger Erfinder, Ingenieur und Gründer der Firma Dexion. Er erfand das Systemprofil-Regal aus gelochten Stahlprofilen.

## D

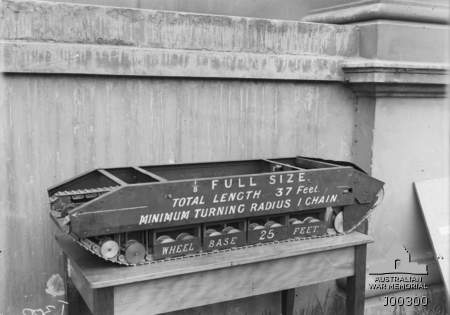
De Moles Tank Model im Australian War Memorial

- Peter Doherty (* 1940), Immunologe „für ihre Entdeckung wie das Immunsystem virusinfizierte Zellen erkennt“ (Nobelpreis für Medizin, gemeinsam mit Rolf Zinkernagel)
- Lancelot de Mole reichte bereits 1912 beim britischen War Office einen Vorschlag, ergänzt durch detaillierte Zeichnungen, für ein gepanzertes Kettenfahrzeug ein, das sich leicht steuern lässt und in der Lage ist unwegsames Gelände und Gräben zu überwinden. Das War Office lehnte diesen Vorschlag allerdings ab. Ein Modell von De Mole Erfindung befindet sich im Australian War Memorial.[3]
- Guillaume Daniel Delprat, niederländisch-australischer Metallurge bei BHP, dort erfand er zusammen mit Charles Potter das Prinzip der Schaumflotation mit der die Erzaufbereitung wesentlich wirtschaftlicher durchgeführt werden konnte.[4][5]
- John Dethridge, Commissioner der Victorian State Rivers and Water Supply Commission, entwickelte das Dethridge Rad mit dem die Wassermenge für die Bewässerung von landwirtschaftlichen Flächen gemessen werden kann.[6]
- John W. Dickenson führte beim Hängegleiter mit einer zentralen Aufhängung des Piloten und dem dreieckigen Steuerbügel die bis heute verwendete Steuerung ein. Danach entwickelte er verschiedene Hängegleiter die für die heutigen Modelle beispielgebend sind. Als Anerkennung für seine Arbeit zur Entwicklung der modernen Hängegleiter erhielt er 2012 die Gold Air Medal der Fédération Aéronautique Internationale
- Sally Dominguez australische Designerin. Zu ihren Werken gehört der Nest High Chair dessen Design inzwischen als Ausstellungsstück in die Sammlung des Powerhouse Museum aufgenommen wurde, ferner ein modularer Wassertank der sowohl horizontal als auch vertikal installiert werden kann[7]

## E
- John Carew Eccles (1903–1997): „für ihre Entdeckungen über den Ionen-Mechanismus, der sich bei der Erregung und Hemmung in den peripheren und zentralen Bereichen der Nervenzellenmembran abspielt“ (Nobelpreis für Medizin, 1963, gemeinsam mit Alan Lloyd Hodgkin und Andrew Fielding Huxley)
- Ted Eldred

## F

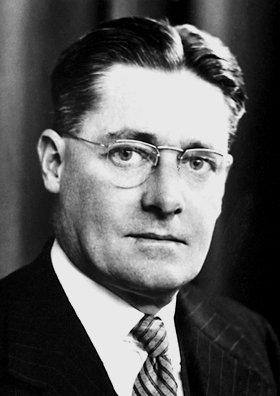
Howard Walter Florey

- Howard W. Florey „für die Entdeckung der Heilwirkung des Penizillins bei verschiedenen Infektionskrankheiten“ (Nobelpreis für Medizin, gemeinsam mit Alexander Fleming und Ernst Boris Chain)

## G
- Harold Gatty, Luftfahrt-Pionier
- Richard Goldner,  Gründer von Musica Viva Australia.
- Henry Joseph Grayson

## H
- Lawrence Hargrave, Luftfahrt-Pionier; als erster Mensch Australiens hob er 1894 mit einem Flugapparat ab, der schwerer als Luft war
- James Harrison (Ingenieur), australischer Zeitungsherausgeber und Ingenieur, der ein Pionier der Kältetechnik war. 1854 entwickelte er die erste kommerzielle Eismaschine, der erste praktikable Dampfdruck-Kühlschrank entwickelte er ein Jahr später.
- Milan Hudecek Pionier auf dem Gebiet der assistiven Technologie, so entwickelte er den Eureka 4a, den ersten Computer für Blinde
- Walter Hume er entwickelt ein System zur Herstellung von Schleuderbetonrohrern

## K
- Harry Kauper
- Elfric Wells Chalmers Kearney

## M
- Charles Malpas

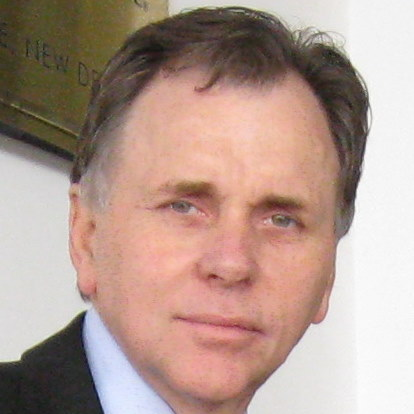
Barry Marshall, 2008

- Barry Marshall (2005: Nobelpreis für Medizin) „für die Entdeckung des Magenbakteriums Helicobacter pylori und dessen Bedeutung bei Gastritis und Magengeschwür“ (gemeinsam mit John Robin Warren)
- George Marchant
- Thomas Mayne
- Arthur Patrick McCormick, Erfinder des Coolgardie Safes. Dieser Low-Tech-Kühlschrank arbeitet nach dem Prinzip der Verdampfungskälte dadurch sind Lebensmittel länger haltbar.
- Hugh Victor McKay
- Harry McLaren und Jack Mclaren entwickelten den ersten Surf Ski[8]
- George Michell, war ein australischer Maschinenbau- und Hydraulik-Ingenieur, er erfand das Michell Thrust Block Gleitlager
- Donald Murray (1885–1945), Elektroingenieur und Erfinder

## N
- Eldred Norman

## O
- J. Mike O’Dwyer
- Lester Ormsby, erfand während seiner Zeit als Surfer am Bondi-Beach den ersten Surf Life-Saving Reel, einer Winde zur Rettung von Surfern aus der Brandung
- John Walter Osborne, Pionier auf dem Gebiet der Photolithograpie

## R
- Ric Richardson
- John Ridley

## S
- Ralph Sarich Erfinder der Orbital-Engine, eines Verwandten des Wankel-Motors
- Norman Selfe, Ingenieur und Schiffstechniker
- Kia Silverbrook, Inhaber von über 4000 US-Patenten
- Clarence Herbert Smith und Richard Bowyer Smith erfanden 1876 gemeinsam den Stump-Jump Pflug der sich besonders für die Arbeit in den Mallee-Gebieten eignet.
- Colin Sullivan, Professor an der Universität Sydney entwickelte die CPAP-Beatmung, die neben der ambulanten Therapie bei Schlafapnoe auch in bestimmten Fällen der Notfall- und Intensivmedizin angewendet wird.
- Henry Sutton, Ingenieur und Erfinder mit Beiträgen zur Drahtlosen Nachrichtenübertragung, Elektrik und Mikroskopie, Erbauer des Sutton Autocar, eines der ersten Automobile Australiens

## T

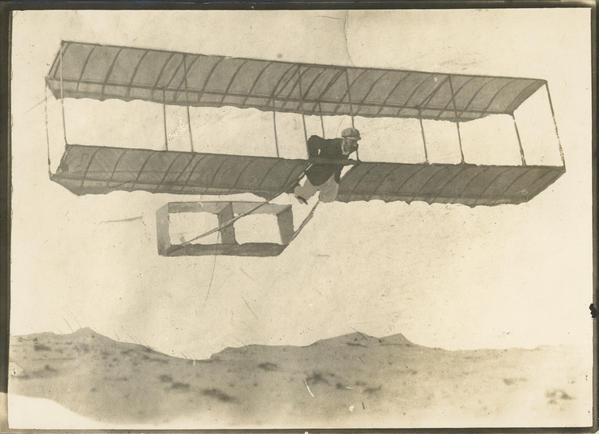
George Augustine Taylor in seinem selbstgebauten Gleiter in Narrabeen im Jahr 1909

- George Augustine Taylor, Luftfahrtpionier
- Gilbert Toyne
- Alfred Traeger

## U
- David Unaipon

## V
- Peter Vogel (Computerdesigner)

## W

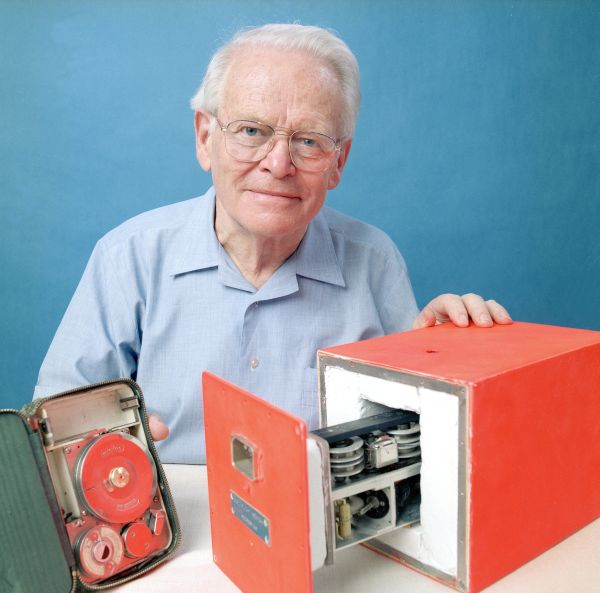
David Warren mit dem Prototyp eines Flugschreibers

- Sir Alan Walsh, Erfinder der Atomabsorptionsspektrometrie (AAS) der Analytischen Chemie
- Ken Warby, Rennbootfahrer, der den aktuellen Geschwindigkeitsweltrekord auf dem Wasser innehat; baute die Spirit of Australia
- David Warren, Flugschreiber
- John Robin Warren: Mediziner, (2005: Nobelpreis für Medizin) „für die Entdeckung des Magenbakteriums Helicobacter pylori und dessen Bedeutung bei Gastritis und Magengeschwür“ (gemeinsam mit Barry Marshall)
- Wally Watts Bryologist, sammelte und erforschte Moose und Farne in den Regenwäldern Australiens, Neuseelands und auf Lord Howe Island
- Frederick York Wolseley entwickelte die erste kommerziell erfolgreiche Schafschur-Maschine.[9]

## Y
- P. A. Yeomans